# Revolta de les Quintes (1845)
La Revolta de les Quintes de 1845 fou un aixecament popular a Catalunya contra el sistema de lleva a l'exèrcit espanyol.
El 1837, durant la primera guerra carlina, per afrontar les necessitats de reclutament i de diners, el govern liberal va modificar el sistema de lleves que es remuntava al segle xviii. Primer, el Govern publicava la lleva i la quantitat de soldats que necessitava. Després es feia el repartiment d'aquesta quantitat entre els municipis, segons la seva població. En tercer lloc es feia el sorteig entre els mossos que tenien l'edat i les característiques que demanava la llei. Finalment, hi havia la possibilitat d'aconseguir l'exempció o redempció pagant una quantitat o posant un substitut. D'aquesta manera l'Estat recaptava diners i només els pobres anaven a la milícia.
Catalunya s'havia lliurat d'aquest sistema de reclutament. Era una de les poques particularitats legals que restava de les lleis anteriors a la Nova Planta (1714). Un altre intent d'eliminar aquesta particularitat havia provocat l'Avalot de les Quintes (1773). Els municipis catalans recaptaven diners per pagar les redempcions o els substituts, el sorteig no s'arribava a fer i els mossos no havien d'anar a l'exèrcit.
El Partit Moderat de Ramón M. Narváez va pujar al poder l'any 1844 i va decidir liquidar aquesta singularitat. La quinta de 50.000 homes fou publicada l'abril de 1844, però a Catalunya el sorteig no va poder imposar-se fins al juliol de 1845.
El 6 de juliol de 1845 va començar un aixecament popular en contra del nou sistema de reclutament. A Barcelona van haver poques mobilitzacions perquè el gruix de les tropes era a la ciutat i a Esparreguera perquè hi era la Guàrdia Civil. Es van produir revoltes o mobilitzacions d'alguna mena, si més no, a Sabadell, Terrassa, Badalona, Sant Boi, Martorell, El Prat, l'Hospitalet, Sant Feliu, Sant Andreu del Palomar, Igualada, Bagà, Gràcia, Sants, Mataró, Reus, Tarragona, Valls, La Seu d'Urgell i Sant Quirze de Besora.
La repressió i un indult als mossos que es rendissin va acabar amb la revolta vers el dia 15 de juliol. El sorteig de la quinta es va fer finalment i el nou sistema de reclutament quedà instaurat a Catalunya.